# Heliophanus semirasus
Heliophanus semirasus är en spindelart som beskrevs av Lawrence 1928. Heliophanus semirasus ingår i släktet Heliophanus och familjen hoppspindlar. Inga underarter finns listade i Catalogue of Life.